# Hoffmannia aggregata
Hoffmannia aggregata là một loài thực vật có hoa trong họ Thiến thảo. Loài này được (Ruiz & Pav.) K.Schum. mô tả khoa học đầu tiên năm 1889.